# Baureihenschema der Deutschen Reichsbahn (1945–1993)
Die Deutsche Reichsbahn verwendete zunächst das 1925 eingeführte Baureihenschema der Deutschen Reichsbahn aus Baureihennummer und Ordnungsnummer weiter. Mit der Einführung von computerlesbaren Fahrzeugnummern ab 1970 innerhalb der UIC-Bahnen wurde das Schema erstmals grundlegend verändert.
Bei der Vergabe von Betriebsnummern bis 1970 nahmen DB und DR größtenteils Rücksicht aufeinander, sodass es bei den vergebenen Nummern keine Überschneidungen gab.

## Bis 1970

### Dampflokomotiven
Mit dem 1. Januar 1950 wurden fast alle öffentlichen Eisenbahnen, die nicht zur Reichsbahn gehörten, verstaatlicht. Um die vielen verschiedenen Lokomotiven in das vorhandene Nummernsystem zu integrieren, wurde aufbauend auf dem bisherigen Schema mit dem Umzeichnungsplan vom 12. Dezember 1949 die Voraussetzung geschaffen.
Eingeordnet wurden die Lokomotiven in Baureihen vergleichbarer oder ähnlicher Bauart. Man sah jedoch für die Lokomotiven den Ordnungsnummernbereich 5000 bis 7000 vor. Die Nummerierung wurde jedoch nicht fortlaufend vergeben, sondern wurde nach zwei technischen Charakteristika bestimmt.
Die ersten beiden Ziffern gaben die Achslast in Mp an. Dabei entspricht ein Megapond der Gewichtskraft, welche die Masse von eintausend Kilogramm bzw. einer Tonne im Schwerefeld der Erde ausüben. Dabei war, um die Ordnungsnummer zu erhalten, zur Achslast die Zahl 50 zu addieren. Lokomotiven mit einer Achslast von 10 Mp erhielten somit die Ordnungsnummer 60.
Die letzten beiden Ziffern wurden entsprechend der Bauart Heißdampf oder Nassdampf vergeben. Nassdampflokomotiven erhielten die Ordnungsnummern von 01 bis 75 und Heißdampflokomotiven die Ordnungsnummern von 76 bis 99.
Bei den Schmalspurlokomotiven mit der Stammnummer 99 wurde ein analoges Schema gewählt. Hier sollten jedoch noch weitere Angaben für die Betriebsnummer berücksichtigt werden. Die erste Ziffer gab die Spurweite an: 3 = 600 mm, 4 = 750 mm, 5 und 6 = 1000 mm. Die nächste Ziffer gab die Achslast an, wobei bei 10 Mp eine 0 und bei 11 Mp eine 1 zu verwenden war. Die letzten beiden Ziffern gaben an, ob es sich um eine Tender- (Ordnungsnummer 01 bis 50) oder Schlepptenderlok (ab 51) handelte. Aufgrund der Komplexität dieser Angaben ließen sich die Regeln nicht immer einhalten.

### Verbrennungslokomotiven
Es wurde das bisherige Schema der DR weiterverwendet.

### Elektrolokomotiven
Es wurde das bisherige Schema der DR weiterverwendet.

### Triebwagen
Im Rahmen der Verstaatlichung der Privatbahnen zum 1. Januar 1950 mussten auch die Triebwagen in das Nummernschema integriert werden. Hierbei nutzte man die unbesetzten Nummern ab 500. Entgegen den bisherigen Regelungen der DR wurden die Triebwagen jedoch anderen Stammnummern zugeordnet. Unter der Stammnummer 133 wurden leichte, schienenomnibusähnliche zweiachsige Triebwagen ohne ordentliche Zug- und Stoßvorrichtung einsortiert. Alle anderen zweiachsigen Triebwagen erhielten die Stammnummer 135. Benzolgetriebene Fahrzeuge erhielten die Ordnungsnummern 501 bis 503, dieselgetriebene die Nummern 509 bis 550 und dieselelektrisch angetriebene Fahrzeuge die Nummern 551 bis 553.
Alle vier-, fünf- und sechsachsigen Triebwagen wurden in die Stammnummer 137 einsortiert. Triebwagen mit dieselmechanischen Antrieb erhielten die Ordnungsnummern 511 bis 532, die dieselelektrisch angetriebenen die Nummern 551 bis 566 und die dieselhydraulischen die Nummern ab 571.
Die übernommenen Elektrotriebwagen erhielten die Reihenbezeichnung ET 188 und der von der Oderbruchbahn übernommene Dampftriebwagen die Reihenbezeichnung DT 151.
Für aufgearbeitete Triebwagen nutzte die DR die bisherigen Wagennummern zuzüglich des Kennbuchstabens VT.
Für Neubauten wurden andere Schemata verwendet. 1954 wurde für die aus Ungarn importierten Schnelltriebzüge der Bauart Ganz (DR-Baureihe VT 12.14) ein neues System eingeführt. Nach den Kennbuchstaben VT folgten zwei Ziffern, die 10 % der Höchstgeschwindigkeit symbolisierten. Durch einen Punkt getrennt folgt dann die durchschnittliche Achslast. Nach einem weiteren Punkt erfolgte die Angabe der zweistelligen Ordnungsnummer.
Ein weiteres System wurde ab 1956 benutzt. Dabei bezeichnete die erste Zifferngruppe 1 % der Motorleistung, die zweite Zifferngruppe 10 % der Höchstgeschwindigkeit und die dritte Zifferngruppe die zwei- oder dreistellige Ordnungsnummer. Beiwagen, Steuerwagen und Mittelwagen wurden mit VB, VS und VM bezeichnet. Beispiele sind die Baureihen VT 2.09 und VT 18.16.
Somit gab es bis 1970 bei der DR drei unterschiedliche Bezeichnungssysteme.

## Ab 1. Juli 1970
Die Umstellung auf die EDV-gerechte Bezeichnung bedingte sechsstellige Nummern und eine Prüfziffer. Die vorhandenen Nummernsysteme waren deshalb anzupassen oder neue Systeme zu erstellen. Weil man vom Ende des Dampfbetriebes bis 1975 ausging, sollten die Bezeichnungen der Dampflokomotiven zur Verringerung des Aufwandes möglichst unverändert bleiben und nur durch die Selbstkontrollziffer ergänzt werden.
Die für den internationalen Einsatz von Triebfahrzeugen vorgesehenen zwölfstelligen Fahrzeugnummern wurden zwar berücksichtigt, jedoch an den Fahrzeugen nicht angeschrieben. Es war vorgesehen, bei Notwendigkeit Zusatzschilder anzubringen. Dazu kam es jedoch bis zum Aufgehen des Unternehmens in die Deutsche Bahn AG nicht.

### Dampflokomotiven
Bei den Dampflokomotiven wurden die bisherigen Baureihennummern weitgehend beibehalten und damit zweistellig gelassen. Da jedoch als erste Kennziffern 1 für Diesel- und 2 für Elektrolokomotiven verwendet werden sollten, waren die davon betroffenen Baureihen umzuzeichnen.
Beispiel:
- 18 314, wäre EDV-gerecht 183 14.. und wurde somit umgezeichnet zu 02 0314-1.

Folgende Baureihen wurden umgezeichnet:
- Baureihe 18 zu Baureihe 02
- Baureihe 19 zu Baureihe 04
- Baureihe 22 zu Baureihe 39.10
- Baureihe 23 zu Baureihe 35.20
- Baureihe 23.10 zu Baureihe 35.10
- Baureihe 24 zu Baureihe 37.10

Die der zweistelligen Baureihennummer nachfolgende Ordnungsnummer wurde generell vierstellig und deren erste Stelle möglichst dazu genutzt, um Bauartunterschiede zu kennzeichnen.
Folgende Regelungen galten dabei für Regelspurlokomotiven (Baureihen 01 bis 98):
- eine 0 an erster Stelle der Ordnungsnummer: Lok mit Ölfeuerung
- eine 1 an erster Stelle der Ordnungsnummer: Lok mit Rostfeuerung
- eine 2 an erster Stelle der Ordnungsnummer: Lok mit Rostfeuerung, wurde anstelle der 1 benutzt, wenn diese bereits belegt war (z. B. damit Loks der BR 03 nicht zu solchen der BR 03.10 wurden)
- eine 5 an erster Stelle der Ordnungsnummer: Lok mit Rostfeuerung, nur bei Baureihe 38, Kennzeichen der ehemals sächsischen Lokomotiven
- eine 8 an erster Stelle der Ordnungsnummer: Lok mit Rostfeuerung, nur bei Baureihe 93.0-4
- eine 9 an erster Stelle der Ordnungsnummer: Lok mit Kohlenstaubfeuerung

Folgende Regelungen galten dabei für Schmalspurlokomotiven (Baureihe 99):
- eine 1 an erster Stelle der Ordnungsnummer: Lok mit Rostfeuerung, 750 mm Spurweite
- eine 2 an erster Stelle der Ordnungsnummer: Lok mit Rostfeuerung, 900 mm Spurweite
- eine 7 an erster Stelle der Ordnungsnummer: Lok mit Rostfeuerung, 1000 mm Spurweite

Es gelangten nur Schmalspurloks mit Rostfeuerung zur Umzeichnung, falls eine Schmalspurlok in späteren Jahren auf Ölfeuerung umgebaut wurde, galt:
- eine 0 an erster Stelle der Ordnungsnummer: Lok mit Ölfeuerung.

Für den Fall, dass eine Lokomotive mit Ölfeuerung auf Rostfeuerung zurückgebaut wurde, änderte sich die erste Ziffer der Ordnungsnummer wie folgt:
- Baureihe 44: von 0 zu 2, falls ursprüngliche Ordnungsnummer dreistellig war
- Baureihe 44: von 0 zu 1, falls ursprüngliche Ordnungsnummer vierstellig (und damit eine 1) war
- Baureihen 01.5, 03.10 und 95: von 0 zu 1
- Baureihe 99: von 0 in die Ziffer vor dem Umbau auf Ölfeuerung (also die ursprüngliche Nummer nach der EDV-Umzeichnung).

### Verbrennungslokomotiven
Die Baureihennummern der Verbrennungslokomotiven wurden generell dreistellig und erhielten als erste Kennziffer die 1. Die dann nachfolgenden Ziffern wurden der bisherigen Baureihennummer entlehnt.
Die Ordnungsnummern bei den Verbrennungslokomotiven wurden soweit möglich beibehalten bzw. durch Weglassen der ersten Stelle auf die notwendigen drei Ziffern reduziert.
Die Kleinlokomotiven erhielten die Baureihennummer 100. Lokomotiven der Leistungsgruppe I erhielten die Anfangsziffer 0 der Ordnungsnummer, der Leistungsgruppe II die Anfangsziffern 1 bis 7. Die übrigen Kleinlokomotiven und Schmalspurlokomotiven erhielten die Anfangsziffer 9. 1973 wurden die Schmalspurlokomotiven in die Baureihe 199 eingeordnet.
Bei späteren Umbauten wurde die Bezeichnung der Lokomotiven geändert. Dies führte zu neuen Baureihenbezeichnungen oder auch nur zur Änderung der ersten Ziffer der Ordnungsnummer.

### Elektrolokomotiven
Die Baureihennummern der Elektrolokomotiven wurden generell dreistellig und erhielten als erste Kennziffer die 2. Die dann nachfolgenden Ziffern wurden der bisherigen Baureihennummer entlehnt. Da die Baureihen ab 270 den Triebwagen vorbehalten waren, wurden die Lokomotiven der Baureihe E 94 zur 254 umgezeichnet. Für die Lokomotiven der Baureihe E 95 war die EDV-Nummer 255 vorgesehen, die Maschinen wurden jedoch vorher ausgemustert.
Zur Kennzeichnung von Bauartunterschieden wurden wiederum die Hunderterstelle der Ordnungsnummer genutzt. Als später die Notwendigkeit entstand, Lokomotiven mit Vielfachsteuerung anhand der Nummer erkennbar zu machen, verwendete man dafür die Ziffern 8 und 9. Davon betroffen waren nur die Baureihen 211 und 243.

### Triebwagen
Die Baureihennummern der Triebwagen wurden generell dreistellig und erhielten ebenfalls als erste Kennziffer die 1 oder 2 je nach Traktionsart.
Für die zweite Stelle bei Verbrennungstriebwagen wurde folgendes Schema gewählt:
- 7 – Trieb-, Steuer-, Bei- oder Mittelwagen aus DDR-Produktion
- 8 – Trieb- und Mittelwagen aus älterer Produktion
- 9 – Steuer- und Beiwagen älterer Produktion

Schmalspur- und Diensttriebwagen wurden in die Baureihen 187 und 188 eingeordnet.
Zur Unterscheidung von Bauartunterschieden wurden bei Dieseltriebwagen die Ordnungsnummern durch Voranstellen einer 0, 1 oder 2 ergänzt. Salontriebwagen erhielten Ordnungsnummern ab 251, Mittelwagen die Anfangsziffern 3 bis 5, Steuerwagen 6 und 7 und Beiwagen die 8.
Für die zweite Stelle bei Elektrotriebwagen wurde folgendes Schema gewählt:
- 7 – Gleichstrom, Trieb-, Steuer- und Beiwagen
- 8 – Wechselstrom, Trieb- und Mittelwagen (Bei- und Steuerwagen waren nicht vorhanden)

Die Baureihennummern 270 bis 274 waren für neue Fahrzeuge der S-Bahn Berlin, die Baureihennummern 280 bis 284 für die geplanten S-Bahnen in den Bezirksstädten vorgesehen. Neuentwicklungen sollten als Baureihen 290 bis 299 bezeichnet werden.
Zur Unterscheidung von Bauartvarianten wurde die Ordnungsnummer durch das Einfügen einer 0, 2 oder 9 ergänzt. Triebwagen erhielten ungerade und Steuer-, Mittel- und Beiwagen gerade Ordnungsnummern.

## Ab 1. Januar 1992
In Vorbereitung der Vereinigung der beiden deutschen Staatsbahnen wurde ab dem 1. Januar 1992 ein gemeinsamer Nummernplan eingeführt. Dazu gab es verschiedene Vorschläge von beiden Seiten, der der DR sah vor, die Lokomotiven wegen der vorhandenen Metallschilder nach den DR-Prinzipien (1 für Lokomotiven mit Verbrennungsmotor, 2 für Ellok), Triebwagen dagegen nach DB-Prinzipien, die den vorhandenen Zeichenvorrat besser ausnutzen, zu bezeichnen. Der Arbeitsaufwand wäre damit kleinstmöglich geworden. Insbesondere aus politischen Gründen konnte sich jedoch die westliche Seite durchsetzen. Mit geringen Anpassungen wurde der Nummernplan der Deutschen Bundesbahn übernommen. Die zu Anfang vorgesehene Umarbeitung der Nietschilder entfiel wenig später zugunsten von Klebeziffern.